# Petra Gabriel
Petra Gabriel (* 26. Juli 1954 in Stuttgart; eigentlich Petra Gabriel-Boldt) ist eine deutsche Schriftstellerin und Journalistin.

## Leben
Petra Gabriel ist in Friedrichshafen am Bodensee aufgewachsen und hat zwei Kinder. Sie ist gelernte Hotelkauffrau und diplomierte Dolmetscherin. Danach absolvierte sie eine Ausbildung zur Redakteurin, von 1989 bis 2004 war sie stellvertretende Leiterin der Südkurier-Lokalredaktion Bad Säckingen. Derzeit lebt sie als freiberufliche Autorin in Laufenburg und Berlin. Außerdem ist sie Initiatorin des deutsch-schweizerischen Laufenburger Burgschreiberstipendiums, das alle zwei Jahre ausgeschrieben wird und 2019 Premiere hatte.

## Werk
Ihr erster Roman, Zeit des Lavendels, spielt zur Zeit der Reformation am Hochrhein, erschien 2001 und beschäftigt sich mit dem Schicksal der Fürstäbtissin Magdalena von Hausen. Auch in ihren anderen historischen Romanen schildert sie das Leben historisch belegter Persönlichkeiten, die im südbadischen Raum und der angrenzenden Schweiz wirkten, wie Bernhard von Sachsen-Weimar (Die Gefangene des Kardinals), Rudolf von Rheinfelden (Waldos Lied), Martin Waldseemüller (Der Kartograph), Rudolf IV. Graf von Habsburg (Die Köchin und der König), des Minnesängers Steinmar oder ihres Großvaters Adolf Konrad Gabriel (Die Konkubine) als Soldat im deutschen „Schutzgebiet“ in Tsingtau, heute die Millionenstadt Qingdao im Osten Chinas. Sie schrieb zudem über die Jugend von Kaiser Friedrich Barbarossa (Der Sohn der Welfin).
Außerdem verfasst sie Kriminalromane. Ihre Kommissarin Iris Terheyde ermittelt von Laufenburg aus. Seit 2012 schreibt sie zusammen mit Horst Bosetzky alias -ky, und Jan Eik im Auftrag des Jaron Verlags an den Staffelkrimis um den Berliner Kommissar Kappe mit. 2019 kam eine neue Ermittlerfigur hinzu: Mit Hendrike Blank, Berliner Busfahrerin und nebenberufliche Geisterjägerin, startete sie zusammen mit dem Gmeiner Verlag eine neue Serie.
Weitere Werke sind der Mystery-Roman Der Klang des Regenbogens und ein Jugendbuch (Hanna himmelwärts).

## Trivia
Petra Gabriel war Mitglied in der dju, im Syndikat sowie im Verband deutscher Schriftstellerinnen und Schriftsteller, in dessen Berliner Landesverband (VS Berlin) sie am 31. Mai 2017 als Beisitzerin in den Vorstand gewählt worden ist. Bei einer Neuwahl zum Vorstand des VS Berlin am 9. Mai 2018 trat sie nicht mehr an.

## Werke
- Zeit des Lavendels. historischer Roman, Hardcover-Ausgabe: Weitbrecht Verlag, Stuttgart 2001, ISBN 3-522-71875-5. Taschenbuchausgabe: Bergisch Gladbach, Bastei Lübbe Verlag 2001, (Bastei Lübbe – Allgemeine Reihe; Bd. 14752), ISBN 3-404-14752-9.
- Die Gefangene des Kardinals. historischer Roman, Hardcover-Ausgabe: Weitbrecht Verlag, Stuttgart 2002, ISBN 3-522-71535-7. Taschenbuchausgabe: Piper Verlag, München 2002, (Serie Piper; 3883), ISBN 3-492-23883-1.
- Waldos Lied. historischer Roman, Originalausgabe: Piper Verlag, München 2004, (Serie Piper; 7076), ISBN 3-492-27076-X. Taschenbuchausgabe: Piper Verlag, München 2005, (Serie Piper; 4581), ISBN 978-3-492-24581-4.
- Der Kartograph. historischer Roman, Originalausgabe. Verlag Joseph Knecht, Frankfurt am Main 2006, ISBN 978-3-7820-0893-8.
- Tod am Hochrhein. Kriminalroman, Originalausgabe. Taschenbuch, emons Verlag, Köln 2007, ISBN 978-3-89705-489-9, dritte Auflage.
- Boxnacht, 2007, Kurzkrimi in der Anthologie Tod am Bodensee, Gmeiner Verlag, Meßkirch Barbara Grieshaber (Herausgeber), Siegmund Kopitzki (Herausgeber), dritte Auflage, ISBN 978-3-89977-733-8.
- Die Konkubine. historischer Roman, Originalausgabe. Verlag Joseph Knecht, Frankfurt am Main 2008, ISBN 978-3-7820-0907-2.
- Mord auf Schloss Rauenstein, Kurzkrimi in der Anthologie Campusmord, Gmeiner Verlag, Meßkirch, November 2008, Herausgeber Tove Simpfendörfer, ISBN 978-3-89977-786-4.
- Alemannischer Totentanz, Kriminalroman, Taschenbuch, emons Verlag, April 2009, ISBN 978-3-89705-640-4.
- Der Klang des Regenbogens, Mystery Roman vor historischem Hintergrund, emons Verlag, September 2010, ISBN 978-3-89705-756-2.
- Die Kameliendame von Moabit, Kurzkrimi in der Anthologie Ran an'n Sarg und mitjeweent, Acht-Minuten-Geschichten, herausgegeben von Horst Bosetzky, VS Berlin, Eulenspiegel Verlag, ISBN 978-3-359-02276-3, September 2010.
- TwiXY gelöst, Kurzkrimi in der Anthologie Krimi Kommunale, Hrsg. Alexander Pfeiffer, Kommunal und Schul-Verlag, Wiesbaden 2010, ISBN 978-3-8293-0955-4.
- Spitzwegs Geist, Kurzgeschichte über Carl Spitzwegs Reise an den Bodensee aus der Anthologie Drei Tagesritte bis zum Bodensee, historische Geschichten, Hrsg. Grieshaber/Kopitzki, Gmeiner Verlag, Meßkirch 2011, ISBN 978-3-8392-1216-5.
- Die Köchin und der König, historischer Roman um Rudolf von Habsburg aus der Zeit der Kreuzzüge, Taschenbuch, emons Verlag, Oktober 2011, ISBN 978-3-89705-887-3.
- Beutezug, Kommissar Kappes 17. Fall spielt 1942, Kriminalroman aus der Serie „Es geschah in Berlin“, Jaron Verlag, Berlin 2012, ISBN 978-3-89773-679-5.
- Hotzenwaldblues, Kriminalroman, Originalausgabe, Taschenbuch, emons Verlag, Köln 2012, ISBN 978-3-89705-949-8.
- Hanna Himmelwärts, Jugendbuch, Verlag Monika Fuchs, Hildesheim 2013, ISBN 978-3-940078-59-9.
- Operation Gold, Es geschah in Berlin 1950, Kriminalroman, Jaron Verlag, Berlin 2013, ISBN 978-3-89773-717-4.
- Der Ketzer und das Mädchen, historischer Roman, Gmeiner Verlag, Meßkirch 2014, ISBN 978-3-8392-1494-7.
- Hochrheingold, Der Badische Krimi, Emons Verlag, Köln 2014, ISBN 978-3-95451-373-4.
- Kaltfront, Es geschah in Berlin 1956, Jaron Verlag, Berlin 2014, ISBN 978-3-89773-737-2.
- Tod eines Clowns, Es geschah in Berlin 1960, Jaron Verlag, Berlin 2015, ISBN 978-3-89773-769-3.
- Die Eifel ist der Liebe Tod, Kriminalroman, Emons Verlag, Köln 2015, ISBN 978-3-95451-550-9.
- Ein Jahr auf Kuba, Auswandern auf Zeit, Herder Verlag, Freiburg 2016, ISBN 978-3-451-06765-5.
- Der Sohn der Welfin, historischer Roman, Gmeiner Verlag, Messkirch 2017, ISBN 978-3-8392-2115-0.
- Begegnungen-Relaciones, eine spanisch-deutsche Anthologie, BoD 2017, ISBN 978-3-00-057700-0.
- Tod im Rheintal, Emons Verlag 2018, ISBN 978-3-7408-0409-1.
- Im Rausch, Es geschah in Berlin 1972, Jaron Verlag, Berlin 2019, ISBN 978-3-89773-866-9.
- Eingesargt in Mitte, Kriminalroman, Gmeiner Verlag, Messkirch 2019, ISBN 978-3-8392-2475-5
- Madame kam aus Amerika, Aus dem Leben der Laufenburger Ehrenbürgerin Mary E. Belknap Codman, historische Dokumentation, Gmeiner Verlag, Messkirch 2020, ISBN 978-3-8392-2660-5